# Hirtodrosophila gavea
Hirtodrosophila gavea är en tvåvingeart som beskrevs av Vilela och Bachli 2005. Hirtodrosophila gavea ingår i släktet Hirtodrosophila och familjen daggflugor. Inga underarter finns listade i Catalogue of Life.